# أجيد (جنس)
أجْيَد (الاسم العلمي: Augiades)، جنس حشرات فراشية من فصيلة الفراشات النطاطة. أنواعه هي Augiades crinisus وAugiades epimethea.